# Dalibor Mareček
Dalibor Mareček (6. července 1915 Poříčany – 20. února 1945 Český Brod) byl český malíř a hudebník.

## Rodiče
Jeho otec František (nar. 1883) se dal na učitelskou dráhu. Zajímal se o hudbu, poezii, výtvarné umění a hru na housle. Za první světové války byl dva roky na frontě v Haliči, ale jako pacifista ani jednou nevystřelil a kvůli fingovanému „zánětu žil“ byl zproštěn vojenské služby. Po válce mu bylo nabídnuto místo v orchestru Národního divadla, ale odmítl, a zůstal v Poříčanech. V letech 1932 – 1939 řediteloval škole v Klučově. Zemřel v roce 1960.
Matka Maří Magdaléna (nar. 1891) chtěla studovat zpěv, ale otec to rázně zakázal. Byla to vzdělaná žena s širokým rozhledem.

## Život a dílo
Narodil se v Poříčanech jako druhé ze tří dětí. Po gymnaziálních studiích v Českém Brodě, které absolvoval v letech 1926–1934, studoval od roku 1934 do roku 1937 na Českém vysokém učení technickém u Oldřicha Blažíčka, Josefa Sejpka a Cyrila Boudy kresbu a poté, až do uzavření vysokých škol, na Filosofické fakultě Univerzity Karlovy dějiny umění a estetiku. Tíhnul k divadlu a také k hudbě, hrál dobře na housle, jako jeho otec.
Zpočátku se věnoval převážně krajinám z okolí jeho rodiště (Stodoly v Klučově I – III, Chalupy na Českobrodsku, Silnice u Lstiboře I – IV). Bylo to v době jeho mládí nezatížené chorobou ani válkou, kdy si užíval života plnými doušky. Kolem roku 1937 jsou datovány i skici k autoportrétu (I – III). Ty, i přes hrubé „impresionistické“ tahy štětcem vystihovaly charakter postav. Roku 1938 přibyly témata ze Slovenska (Liptovské hole I – IV), řídce se věnoval i zátiší (Zátiší s begonií, Zátiší s houslemi, Zátiší se pstruhy).
Ve 40. letech 20. století začal malovat temnějšími barvami (V parku, 1943), více figurální kompozice plné intelektuální meditace a figury připomínali spíše stíny a přízraky (Rozhovor I a II). V obrazech zobrazil existenciální tíseň a samotu lidského individua. Zázrak sv. Marka, Poutníci I a II (1942), Setkání (1942), Vyprávění Dona Quijota (1943) a Návrat Odysseův (1944), Žena ze sanatoria. V roce 1943 byl po účasti na výstavě Hosté Mánesa přijat za člena tohoto spolku. V květnu 1944 vystavoval část svých prací ještě v Kutné Hoře a členskou výstavu Mánesa obeslal v létě svými posledními díly, jež mu vynesla zařazení mezi „zvrhlé umělce“ – Muziku, Špálu a jiné.
Trpěl tuberkulózou plic a ledvin, ta mu byla odebrána již během studií v podolském sanatoriu. Během náletů na Prahu byl již těžce nemocný převezen do nemocnice v Českém Brodě, kde v únoru 1945 zemřel ve věku nedožitých 30 let na tuberkulózní zánět mozkových blan.

### Zastoupení v galeriích
Národní galerie – Setkání, Vyprávění Dona Quijota, Návrat Odysseův a Krajina jihočeská – (zakoupila 11/1976)

### Výstavy
- Červen 1946 – posmrtná autorská výstava v Mánesu, kde bylo vystaveno 77 obrazů, především olejových temper, olejů a pár akvarelů.
- Duben 1947 – osm obrazů bylo zapůjčeno na výstavu Generace Mánesa. Tato spolková výstava prezentovala různé skupiny (za války zakázaná RA, Sedm v říjnu), díla slovenských autorů, sochařů a nakonec solitérů – jako byl D. Mareček, K. Černý, O. Janeček, Z. Sklenář a další.
- 2007 (8. 8. – 2. 9.) – S. V. U. Mánes Diamant samostatná výstava

## Galerie

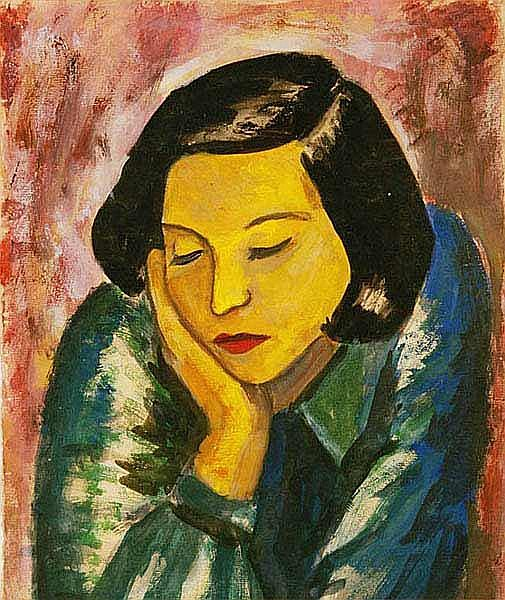
Portrét ze sanatoria
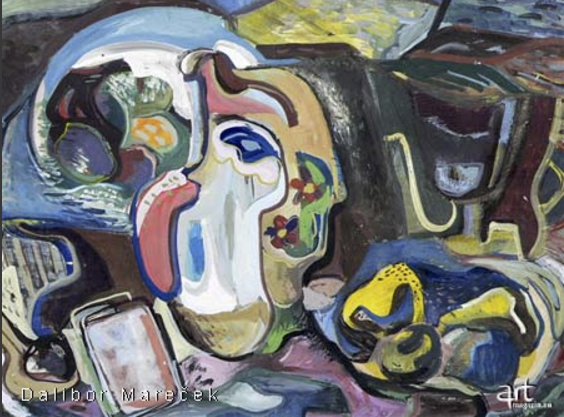
Abstrakce
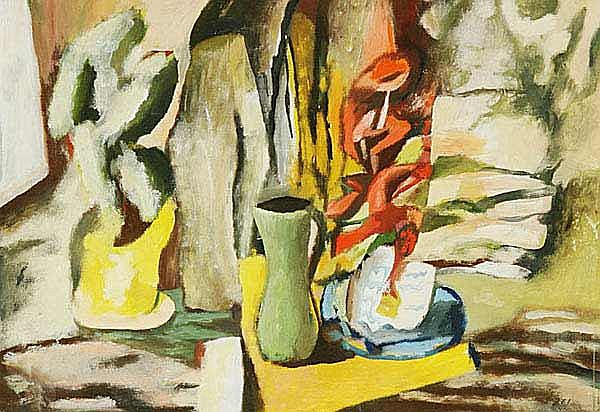
Zátiší s kaktusem